# Србија на Европском првенству у атлетици на отвореном 2010.
Србији је ово било друго учествовање на 20. Европском првенству у атлетици на отвореном под овим именом. На Европском првенству 2010. одржаном у Барселони, Шпанија, од 27. јула до 1. августа Србију је представљало 12 спортиста (6 мушкараца и 6 жена), који су се такмичили у 10 дисциплина.
На свечаном отварању заставу Србије носио је средњопругаш Горан Нава.
Најуспешније су биле Оливера Јевтић (маратон) и Драгана Томашевић (бацање кугле) које су освојиле шеста места у својим дисциплинама.
Због дисквалификације победнице Живиле Балчунајте 2011. и другопласиране Наиље Јуламанове 2012. Оливера Јевтић се померила за два места и у коначном пласману заузела је четврто место са 9 секунди заостатка од трећепласиране и бронзане медаље.

## Учесници
| Дисциплина    | Мушкарци                        | Жене              |
| ------------- | ------------------------------- | ----------------- |
| 800 м         | Горан Нава                      |                   |
| 1.500 м       | Горан Нава                      | Марина Мунћан     |
| Маратон       |                                 | Оливера Јевтић    |
| 100 м препоне |                                 | Јелена Јотановић  |
| 50 км ходање  | Предраг Филиповић               |                   |
| Скок удаљ     |                                 | Ивана Шпановић    |
| Бацање кугле  | Асмир Колашинац Милан Јотановић |                   |
| Бацање диска  |                                 | Драгана Томашевић |
| Бацање копља  |                                 | Татјана Јелача    |
| Десетобој     | Михаил Дудаш Игор Шарчевић      |                   |

## Резултати

### Мушкарци
| Дисциплина   | Атлетичар         | Лични рекорд | Полуфинале     | Полуфинале                                             | Финале           | Финале           | Финале         | Детаљи                                 |
| Дисциплина   | Атлетичар         | Лични рекорд | Резултат       | Место                                                  | Резултат         | Заостатак        | Место          | Детаљи                                 |
| ------------ | ----------------- | ------------ | -------------- | ------------------------------------------------------ | ---------------- | ---------------- | -------------- | -------------------------------------- |
| 800 м        | Горан Нава        | 1:46:63      | Није стартовао | Није стартовао                                         | Није стартовао   | Није стартовао   | Није стартовао | Није стартовао                         |
| 1.500 м      | Горан Нава        | 3:38,35      | 3:42,40 кв.    | 7 у гр. А, 12/27 Архивирано на веб-сајту (6. јун 2012) | 3:45,77          | 0:05,03          | 12/12          |                                        |
| 50 км ходање | Предраг Филиповић | 4:00,52      |                |                                                        | 4:06,29          | 25:52            | 15/27          | Архивирано на веб-сајту (9. јун 2012)  |
| Бацање кугле | Асмир Колашинац   | 20:41        | 19,83 кв.      | 4 у гр. Б 9/27 Архивирано на веб-сајту (9. јун 2012)   | 19,77            | 2,24             | 9/12           | Архивирано на веб-сајту (12. јун 2012) |
| Бацање кугле | Милан Јотановић   | 20:14        | 18,81          | 12/40                                                  | Није се пласирао | Није се пласирао |                | Архивирано на веб-сајту (12. јун 2012) |
| Десетобој    | Игор Шарчевић     | 7.921        |                |                                                        | 7.995 ЛР         | 458              | 9/27           |                                        |
| Десетобој    | Михаил Дудаш      | 7.966        | Није завршио   | Није завршио                                           | Није завршио     | Није завршио     | Није завршио   |                                        |

Десетобој за мушкарце
| Дисциплина    | Игор Шарчевић | Игор Шарчевић | Игор Шарчевић | Игор Шарчевић | Игор Шарчевић | Игор Шарчевић | Михаил Дудаш | Михаил Дудаш   | Михаил Дудаш   | Михаил Дудаш   | Михаил Дудаш   | Михаил Дудаш   | Детаљи |
| Дисциплина    | Лични рекорд  | Резултат      | Бодови        | Пласман       | Укупан рез.   | Пласман       | Лични рекорд | Резултат       | Бодови         | Пласман        | Укупан рез.    | Пласман        | Детаљи |
| ------------- | ------------- | ------------- | ------------- | ------------- | ------------- | ------------- | ------------ | -------------- | -------------- | -------------- | -------------- | -------------- | ------ |
| 100 м         | 11,16         | 10,98 ЛР      | 865           | 7             | 865           | 7             | 10,80        | 10,98 ЛР       | 901            | 4              | 901            | 4              |        |
| Скок удаљ     | 7,01          | 7,36 ЛР       | 900           | 12            | 1.765         | 11            | 7,63         | 7,46           | 925            | 9              | 1.826          | 4              |        |
| Бацање кугле  | 14,52         | 13,96         | 726           | 18            | 2.491         | 12            | 13,42        | 13,53 ЛР       | 700            | 22             | 2.526          | 9              |        |
| Скок увис     | 2,01          | 2,01 =ЛР      | 813           | 10            | 3.304         | 12            | 2,04         | 2,01 ЛРС       | 813            | 10             | 3.339          | 8              |        |
| 400 м         | 50,70         | 49,64 ЛР      | 831           | 15            | 4.135         | 13            | 47,86        | 47,92 ЛРС      | 913            | 2              | 4.252          | 5              |        |
| 110 м препоне | 14,47         | 14,23 ЛР      | 945           | 4             | 5.080         | 8             | 14,80        | 15,06          | 842            | 16             | 5.094          | 7              |        |
| Бацање диска  | 42,20         | 39,69         | 658           | 20            | 5.738         | 11            | 43,10        | 41,90          | 703            | 16             | 5.797          | 7              |        |
| Скок мотком   | 5,10          | 5,05          | 926           | 2             | 6.664         | 6             | 4,60         | 4,35           | 716            | 20             | 6.513          | 13             |        |
| Бацање копља  | 57,39         | 55,23         | 666           | 15            | 7.330 ЛРС     | 7             | 56,88        | Није стартовао | Није стартовао | Није стартовао | Није стартовао | Није стартовао |        |
| 1.500 м       | 4:43,73       | 4:42,41 ЛР    | 665           | 15            | 7.995 ЛР      | 9             | 4:24,30      | Није стартовао | Није стартовао | Није стартовао | Није стартовао | Није стартовао |        |

### Жене
| Дисциплина    | Атлетичарка       | Лични рекорд | Групе    | Групе | Полуфинале        | Полуфинале                                  | Финале            | Финале            | Финале            | Детаљи                                 |
| Дисциплина    | Атлетичарка       | Лични рекорд | Резултат | Место | Резултат          | Место                                       | Резултат          | Заостатак         | Место             | Детаљи                                 |
| ------------- | ----------------- | ------------ | -------- | ----- | ----------------- | ------------------------------------------- | ----------------- | ----------------- | ----------------- | -------------------------------------- |
| 1.500 м       | Марина Мунћан     | 4:08,12      |          |       | 4:19,32           | 21/23                                       | Није се пласирала | Није се пласирала | Није се пласирала | Архивирано на веб-сајту (9. јун 2012)  |
| Маратон       | Оливера Јeвтић    | 2:25:23      |          |       |                   |                                             | 2:34:56           | 2:08              | 4/43              | Архивирано на веб-сајту (12. јун 2012) |
| 100 м препоне | Јелена Јотановић  | 12,11        | 13,77    | 27/28 | Није се пласирала | Није се пласирала                           | Није се пласирала | Није се пласирала | Није се пласирала | Архивирано на веб-сајту (9. јун 2012)  |
| Скок удаљ     | Ивана Шпановић    | 6,78         |          |       | 6,63              | 11/25 Архивирано на веб-сајту (6. јун 2012) | 6,60              | 0,32              | 8/12              | Архивирано на веб-сајту (6. јун 2012)  |
| Бацање диска  | Драгана Томашевић | 63,63        |          |       | 59,24             | 4/23 Архивирано на веб-сајту (6. јун 2012)  | 60,10             | 4,57              | 6/12              | Архивирано на веб-сајту (6. јун 2012)  |
| Бацање копља  | Татјана Јелача    | 60,35        |          |       | 56,89             | 9/21 Архивирано на веб-сајту (6. јун 2012)  | 52,13             | 14,66             | 12/12             | Архивирано на веб-сајту (9. јун 2012)  |